# 斯泰茨维尔
斯泰茨維爾（英語：Statesville）是一個位於美國北卡羅萊納州艾爾代爾縣的城市，為艾爾代爾縣之縣治，及夏洛特都會區之一部份。

## 人口
根據2020年美國人口普查的數據，斯泰茨維爾的面積為65.88平方千米，當中陸地面積為65.59平方千米，而水域面積為0.29平方千米。當地共有人口28419人，而人口密度為每平方千米431人。